# Truyện Kiều
Truyện Kiều of Đoạn Trường Tân Thanh is een Vietnamees episch gedicht geschreven door de 18e-eeuwse schrijver Nguyễn Du. Het verhaal is geïnspireerd op een novelle Het verhaal van Kim, Van, Kieu door een laat-16e- of vroeg-17e-eeuws auteur met pseudoniem Thanh-Tam Tai-Nhan. Nguyen Du ontdekte deze novelle tijdens zijn verblijf in China.

## Kim Vân Kiều
Dit gedicht telt 3 254 verzen en is geschreven in 6/8-versmaat. Het vertelt over het leven, de beproevingen en de problemen van Thúy Kiều: een mooi en talentvol meisje dat was verloofd met Trọng Kim en die zichzelf verplicht zag zich op te offeren om haar familie te redden. Ze verkocht zichzelf als prostituee om haar vader en jongere broer uit de gevangenis te redden. Uiteindelijk werd ze door vissers gered terwijl ze probeerde zich te verdrinken en vond ze Kim terug, die ondertussen was getrouwd met haar zus Van.

## Chu nom

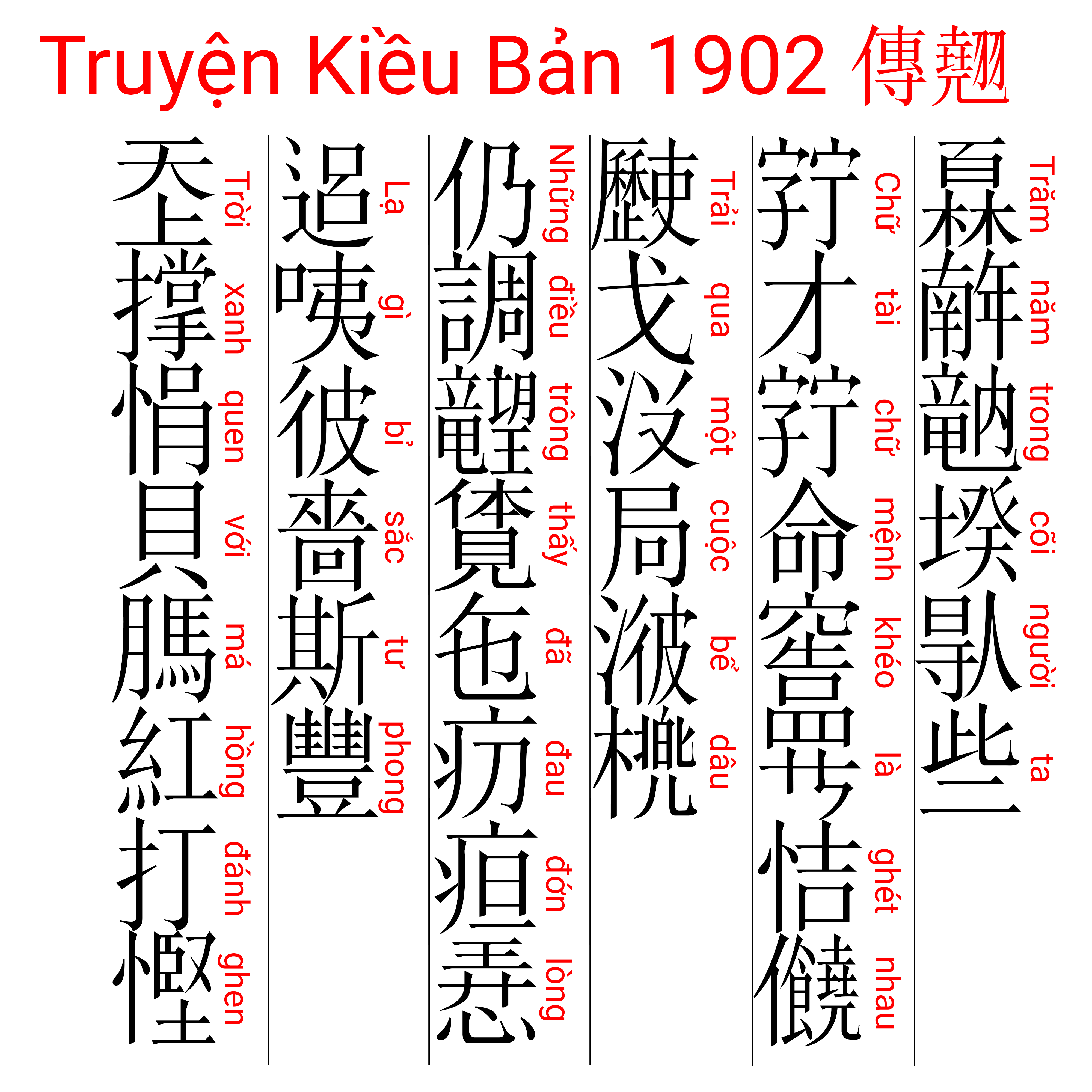

𤾓𢆥𥪞𡎝𠊛些
才命窖恄𠑬
𣦰戈局𣷭橷
仍調𧡊㐌𤴬疸𢚸
𨓐咦彼嗇斯豐
𡗶撑悁貝𦟐紅打慳

## Quoc ngu
Trăm năm trong cõi người ta,
Chữ tài chữ mệnh khéo là ghét nhau.
Trải qua một cuộc bể dâu,
Những điều trông thấy mà đau đớn lòng.
Lạ gì bỉ sắc tư phong,
Trời xanh quen thói má hồng đánh ghen.

### Nederlandse vertaling
Honderd jaar, in die korte spanne van het leven van een mens,
Worden Talent en Lot in bittere strijd gebalanceerd.
Oceanen veranderen in braamvelden,
Een desolaat gezicht.
Meer gaven, minder kansen, aldus is de wet van de Natuur,
En de blauwe hemel staat erom gekend jaloers te zijn van roze kaakjes.